# 더 킹 오브 파이터즈 '99
《더 킹 오브 파이터즈 '99》(The King of Fighters '99, 약칭 KOF '99)는 SNK가 제작한 아케이드용 대전 격투 게임이다. 《더 킹 오브 파이터즈》 시리즈의 여섯 번째 작품으로. 네오지오 기판으로 1999년 7월 22일 발매됐다. 전작까지 시리즈의 얼굴이었던 쿠나사기 쿄 대신 새로운 주인공 K'(K 대시)을 내세웠으며, 국제조직 네스츠(NESTS)에 관한 스토리를 시작했다.
이번 작품부터 기존의 3:3 격투 방식 대신, 도우미 캐릭터 '스트라이커'를 소환하는 게임 시스템을 도입해 4:4 대전 방식으로 변경했다. 전 시리즈에 있었던 공중 막기와 제자리 회피 그리고 원호 공격이 완전히 사라지는 등 전체적인 게임플레이 개편이 이뤄졌다.
아케이드판 출시 직후 가정용 네오지오, 네오지오 CD 및 플레이스테이션 이식판이 발매됐다. 드림캐스트와 마이크로소프트 윈도우로 3D 스테이지 배경이 추가된 《더 킹 오브 파이터즈 에볼루션》(The King of Fighters Evolution)이 출시됐다. 이후 햄스터 코퍼레이션의 아케이드 아카이브스 시리즈의 일부로 닌텐도 스위치 디지털판이 발매됐다.

## 게임플레이
3:3 대결방식에서 4:4대결방식으로 변경하면서 캐릭터 슬롯을 하나 더 만들었다. 회피 시스템을 새로 수정했는데 레버를 뒤로 당긴 채 회피하면 뒤로 갔다가 다시 앞으로 튀어나오면서 회피하도록 변경했다. 게임 점수제도를 도입하여 강력한 필살기로 상대를 쓰러뜨릴수록 높은 게임 점수가 나오도록 했으며 방어 위주로 플레이할 경우 게임 점수를 감점하도록 하였다. 220~280점일 경우 야가미 이오리가, 280점 이상일 경우 쿄 쿠사나기가 난입한다. 이 시스템은 SNK VS 캡콤 카오스에도 적용되었다.

## 줄거리
《더 킹 오브 파이터즈 '97》에서 악의 화신 오로치가 패배한지 2년 후, 의문의 인물에 의해 KOF 대회가 다시 개최됐다. 《더 킹 오브 파이터즈 '99》는 '네스츠 사가' 이야기의 시작점으로, 이번 작품에선 전 네스츠 일원이었던 K'와 맥시마가 주인공이다. 마지막에는 네스트가 보낸 요원 크리저리드를 2차전을 통해서 싸움에서 이겨야한다.

### 등장인물
게임 시스템이 기존의 3:3에서 4:4 체제로 바뀌었기 때문에 출연진에 대대적인 변화가 생겼다. 주인공 팀엔 새 인물 K'와 맥시마에 기존의 인물 니카이도 베니마루와 야부키 신고가 합류했다. 용호의 권 팀에는 이전에 은퇴했던 사카자키 타쿠마가 네번째 멤버로 다시 참가했으며, 아랑전설 팀에는 시라누이 마이가 공식 멤버가 됐다. 마이가 있었던 여성 격투가 팀에는 대신 《KOF '96》에 있었던 토도 카스미와 《리얼 바웃 아랑전설 2》에 나왔던 리 샹페이가 자리를 채웠다. 이카리 워리어즈 팀에는 채찍을 쓰는 군인 윕이 들어갔으며, 한국 팀에도 새 인물 전훈이 추가됐고, 사이코 솔저 팀에는 꼬마 바오가 새로 들어왔다.
그 외에 팀이 없는 에디트 전용 캐릭터들도 있는데, 쿠나사기 쿄와 야가미 이오리 이외에 쿄의 《KOF '94》와 《KOF '96》 기술을 가진 클론 캐릭터 쿄-1와 쿄-2가 있다.
| 주연 팀                                          | 아랑전설 팀                                             | 용호의 권 팀                                                      | 이카리 워리어즈 팀                                       |
| ------------------------------------------------ | ------------------------------------------------------- | ----------------------------------------------------------------- | -------------------------------------------------------- |
| - K' - 맥시마 - 니카이도 베니마루 - 야부키 신고  | - 테리 보가드 - 앤디 보가드 - 조 히가시 - 시라누이 마이 | - 료 사카자키 - 로버트 가르시아 - 유리 사카자키 - 타쿠마 사카자키 | - 클락 스틸 - 랄프 존스 - 레오나 하이데른 - 윕           |
| 사이코 솔저 팀                                   | 여성부 팀                                               | 태권도 팀                                                         | 개별                                                     |
| - 아사미야 아테나 - 시이 켄수 - 친 겐사이 - 바오 | - 킹 - 블루 마리 - 토도 카스미 - 리 샹페이              | - 김갑환 - 장거한 - 최번개 - 전훈                                 | - 쿄-1 - 쿄-2 - 쿠사나기 쿄 - 야가미 이오리 - 크리저리드 |

## 개발
쿄 쿠사나기의 클론이라는 시나리오 때문에 쿄 쿠사나기를 기본 베이스로 한 쿄 쿠사나기의 클론캐릭터를 2개 만들었다. 그래서 만들어진 쿄의 클론 캐릭터가 쿄1, 쿄2였다. 쿄1의 경우 더 킹 오브 파이터즈 95의 쿄 쿠사나기를 기본 베이스로, 쿄2의 경우 더 킹 오브 파이터즈 97의 쿄 쿠사나기를 기본 베이스로 제작되었으며 쿄1은 백식 귀신태우기, 이백십이식 금월 음을 삭제하였고, 쿄2는 칠십오식 개, 리백팔식 대사치를 삭제하였다.

## 평가
| 평가 |                                                 |
| --- | ----------------------------------------------- |
| 통합 점수 통합사 점수 게임랭킹스 75.33% (PS – 6 reviews) [ 7 ] 73.50% (DC – 6 reviews) [ 8 ] 메타크리틱 67 (DC) [ 9 ] 평론 점수 평론사 점수 게임프로 [ 10 ] 게임스팟 6.1/10 (PS) [ 11 ] 6.6 (DC) [ 12 ] IGN 8.5/10 (DC) [ 13 ] |                                                 |
| 통합 점수 |                                                 |
| 통합사 | 점수                                            |
| 게임랭킹스 | 75.33% (PS – 6 reviews) 73.50% (DC – 6 reviews) |
| 메타크리틱 | 67 (DC)                                         |
| 평론 점수 |                                                 |
| 평론사 | 점수                                            |
| 게임프로 | [ 10 ]                                          |
| 게임스팟 | 6.1/10 (PS) 6.6 (DC)                            |
| IGN | 8.5/10 (DC)                                     |